# Jörg Leist
Jörg Leist (* 13. Mai 1935 in Rottweil) ist ein baden-württembergischer Kommunalpolitiker. Er war von 1968 bis 2001 Oberbürgermeister der Stadt Wangen im Allgäu.

## Leben
Jörg Leist ist ein Enkel des Zentrums- und CDU-Politikers Josef Andre. Er studierte Rechtswissenschaften an der Eberhard-Karls-Universität in Tübingen und an der Ludwig-Maximilians-Universität München. Leist wurde 1962 mit der Arbeit „Reichsstadt Rottweil – Studien zur Stadt- und Gerichtsverfassung bis 1546“ zum Dr. jur. promoviert. Er ist Mitglied der katholischen Studentenverbindung K.St.V. Rechberg Tübingen.

## Wirken
In Leists Amtszeit fallen die denkmalgerechte Sanierung der Wangener Altstadt (Ensembleschutz seit 1976), die Einrichtung der Fußgängerzone, der Neubau des Kreiskrankenhauses Wangen, das heute ein Teil der Oberschwabenklinik ist, sowie die Gründung der Städtepartnerschaften mit La Garenne-Colombes in Frankreich und Prato in Italien. 1972 war er Mitinitiator des Zweckverbandes der Jugendmusikschule im württembergischen Allgäu mit heute 2.100 Schülern. 1993 war er Mitbegründer und ist bis heute erster Vorsitzender der AG Heimatpflege im württembergischen Allgäu. Er war Mitbegründer und langjähriger Vorsitzender der Fördergemeinschaft zur Erhaltung von Schloss Achberg. Leist ist seit 1983 erster Vorsitzender der von Oskar Farny gegründeten gemeinnützigen Oskar und Elisabeth Farny-Stiftung mit der stiftungseigenen Edelweißbrauerei Oskar Farny. 1986 wurde ihm der Allgäuer Ehrentaler des Heimatbundes Allgäu verliehen, 2012 die Heimatmedaille des Landes Baden-Württemberg. 2015 wurde er Ehrenbürger Wangens.

## Veröffentlichungen
- Brunnen in Wangen und anderswo. In: Blickwinkel, Band 1. Kreissparkasse Ravensburg (Hrsg.), 2014, ISBN 978-3-00-047546-7.
- Dorf und Schloß – Sanierung von Schloß Achberg kommunalpolitisch gesehen. In: Schloss Achberg – Annäherungen an ein barockes Kleinod Oberschwabens. Irene Pill-Rademacher (Hrsg.). Oberschwäbische Verlagsanstalt, Ravensburg 1999, ISBN 3-926891-23-8.